# واتسي اورغ
واتسي أورغ (بالإنجليزية: Watsi)، والمعروفة قانونيًا باسم واتسي، المحدودة، هي منصة تمويل جماعي للرعاية الصحية غير ربحية تتيح للمانحين الأفراد تمويل الرعاية الطبية بشكل مباشر للأفراد في الدول النامية الذين لا يستطيعون الوصول إلى الرعاية الطبية بأسعار تتناسب مع دخلهم.

## خلفية
كانت واتسي أول منظمة غير ربحية تم تمويلها من قبل مسرعة الأعمال واي كومبناتور. وقد تم تمويلها أيضًا من قبل مؤسسة درابر ريتشاردز كابلان. في نوفمبر 2015 أعلنت الشركة عن جولة تمويل بقيمة 3.5 مليون دولار من التبرعات بقيادة 12 مستثمر بما في ذلك بول غراهام، وتينسنت، ومؤسسة بيرشينج سكوير.

## الشركاء
شمل الشركاء لواتس اورغ : نيايا هيلث، والدكتور ريك هودز، ووكو كاووك، ومركز جراحة الأطفال، وكيور إنترناشونال، ومؤسسة أفريكان ميشن هيلث كير، وهوب فور ويست أفريكا، وبروجيكت موسو، وتحالف مجتمع لوالا، وليفينغ هوب هايتي، وفلوتينغ دكتورز، وبورما بوردر بروجيكتس، وبارتنر فور سيرجري، وإنترناشونال كير منستريز، وذا كيليرمان فاونديشن، وورلد ألترينغ مديسن.

## تغيير الشعار
عام 2014 كان شعار واتسي القديم، والذي كان يتكون من صليب أزرق مع مثلث أبيض، موضوع دعوى علامة تجارية من جمعية الصليب الأزرق والدرع الأزرق، مما دفع الشركة إلى تغيير شعارها إلى مثلثات بيضاء على دائرة زرقاء.

## روابط خارجية
- الموقع الرسمي